# Boyaokro
Boyaokro est une localité du centre de la Côte d'Ivoire, et appartenant au département de Kounahiri, Région du Béré. La localité de Boyaokro est un chef-lieu de commune.